# 生物力学

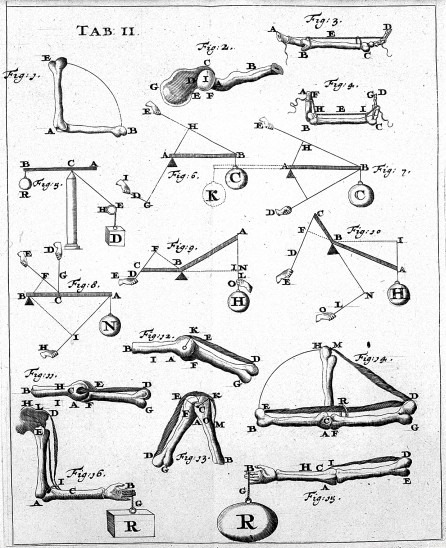
17世纪，生物力学（ De Motu Animalium of Giovanni Alfonso Borelli ）的首批作品之一

生物力学（biomechanics）是一门利用力学方法研究生物系统的结构、功能、运动的学科，包括从整个生物体到器官、细胞、细胞器的任何层次，属生物物理学的一个分支。

## 分支

### 生物流体力学

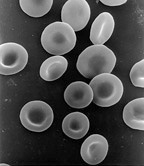
红细胞

生物流体力学，是研究生物有机体内或周围的气体和液体流体。经常研究的对象是液体，包括人类心血管系统中的血流。在某些数理条件下， 血流可以通过Navier-Stokes方程建模。 有人认为体内 全部血液可以被假设是不可压缩的牛顿流体 。然而，当考虑小动脉内的前向流动时，该假设不成立。在微观尺度上，个体红细胞的影响变得显着，并且全血不能再被建模为连续体。当血管的直径略大于红细胞的直径时，发生Fahraeus-Lindquist效应并且壁剪切力降低。然而，随着血管直径的进一步减小，红细胞必须挤过血管并且通常只能通过单个。在这种情况下，发生反Fahraeus-Lindquist效应并且血管壁剪切应力增加。 
气体生物流体问题的一个例子是人类呼吸。最近，已经研究了昆虫中的呼吸系统用于生物吸入以设计改进的微流体装置。

### 生物摩擦学
接触力学和摩擦学的主要方面与摩擦 ， 磨损和润滑有关 。当两个表面在运动期间接触，即相互摩擦时，摩擦，磨损和润滑效果对于分析非常重要，以便确定材料的性能。生物摩擦学是一项研究生物系统的摩擦，磨损和润滑，尤其是人体关节，如臀部和膝盖。 例如，膝关节植入物的股骨和胫骨组件在日常活动（例如步行或爬楼梯）期间经常互相摩擦。如果需要分析胫骨组件的性能，则使用生物摩擦学原理来确定植入物的磨损性能和滑液的润滑效果。此外， 本分支所研究的接触力学理论对于生物材料磨损分析也非常重要。生物摩擦学的其他方面还可以分析包括在运动期间接触的两个表面引起的表面下损伤，即相互摩擦损伤，例如在组织工程中软骨磨损的评估中。

### 比较生物力学

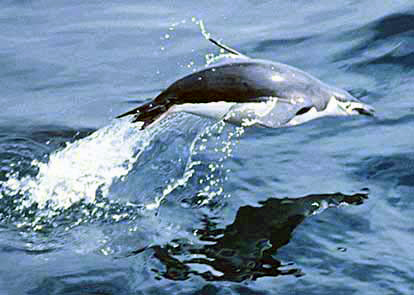
企鵝飞跃在水面上

比较生物力学是生物力学在部分非人类生物体中的应用，无论是用于获得对人类的更深入的见解（如在物理人类学中 ），还是用于生物体本身的功能、生态分布和适应性。常见的调查领域是动物运动和喂食 ，因为它们与生物体的适应性有很强的联系，并且具有很高的机械要求。动物运动，有许多表现形式，包括跑步 ， 跳跃和飞行 。运动需要能量来克服摩擦 ， 阻力 ， 惯性和重力 ，其主要因素因环境而异。   
比较生物力学与许多其他领域强烈重叠，包括生态学 ， 神经生物学 ， 发育生物学 ，行为学和古生物学。比较生物力学通常应用于医学（关于常见模式生物，例如小鼠和大鼠）和仿生学 ，其寻求解决工程问题的性质。

### 计算生物力学
计算生物力学是应用计算科学工具，如微积分来研究生物系统的力学。计算模型和模拟用于预测参数之间的关系，这些参数对于实验测试具有挑战性，或者用于设计更相关的实验，从而减少实验的时间和成本。例如，使用数学分析的机械建模已被用于解释植物细胞生长的实验观察以理解它们如何区分。 在医学方面，在过去十年中， 数学分析已成为体内外科评估的既定替代方法 。计算生物力学的主要优点之一在于其能够确定解剖结构的内部解剖学响应，而不受伦理限制。 这导致微分方程模型在生物力学的几个领域变得无处不在，而有几个项目甚至采用了无限积分。 

### 连续生物力学
生物材料和生物流体的机械分析通常采用流体力学的概念进行。当感兴趣的长度尺度接近材料的微观结构细节的顺序时，该假设被破坏。生物材料最显着的特征之一是它们的层次结构。换句话说，这些材料的机械特性依赖于从分子一直到组织和器官水平的多个层次发生的理化现象。   
生物材料分为两种，硬性和柔性的组织。机械变形的硬组织(如 木材, 壳 和 骨)，可以进行线性分析，软组织(如 皮肤, 肌腱, 肌肉 和 骨软骨)通常进行大的变形，因此他们的分析依赖于微积分数学和计算机模拟。:568

### 植物力学
生物力学原理在植物，植物器官和细胞中的应用已发展成植物力学的子领域。 生物力学在植物中的应用范围从研究作物的恢复力到环境胁迫到细胞和组织规模的发育和形态发生，与机械生物学有一定重叠。 

### 运动生物力学
在运动生物力学中，力学定律适用于人体运动，以便更好地理解运动表现并减少运动损伤和提高运动表现 。它侧重于机械原理的应用，以了解人体和运动器具的协调与变化。 机械工程的元素（如应变仪 ）， 电气工程 （如， 数字滤波 ）， 计算机科学 （例如，数值方法 ），步态分析（例如，力平台 ）和临床神经生理学（例如： 表面肌电图 ）是运动生物力学中常用的知识或方法。 
运动中的生物力学可以表示为在执行给定任务，技能和/或技术期间身体的肌肉，关节和骨骼动作。正确理解与运动技能相关的生物力学具有重大的意义：运动的表现，康复和伤害预防，以及运动技能。正如Michael Yessis博士所指出的，最好的运动员是最能发挥其身体潜能的运动员。 

### 生物力学的其他应用子领域包括
- 异速生长
- 动物运动和步态分析
- 人体工程学
- 法医生物力学
- 人因工程与职业生物力学
- 伤害生物力学
- 植入（医学） ， 矫形器和假体
- 运动学 （动力学+生理学）
- 肌肉骨骼和骨科生物力学
- 复原
- 柔软的身体动态

## 历史

### 古代
柏拉图的学生亚里士多德可以被认为是第一个生物机械师，因为他的动物解剖学工作。 亚里士多德写了第一本关于动物运动的书， De Motu Animalium或On the Animals of Animals 。 他不仅将动物的身体视为机械系统，而且追求诸如想象表演和实际行动之间的生理差异等问题。 在另一部作品“动物的部位”中 ，他准确描述了输尿管如何使用蠕动将尿液从肾脏运送到膀胱 。  :2
随着罗马帝国的兴起，技术变得比哲学更受欢迎，并且下一代有关生物机制的学说出现了。 Galen （公元129年 - 公元210年）， Marcus Aurelius的医生，撰写了他的着名着作“关于人体的功能”（关于人体）。这将是未来1400年的世界标准医学书籍。 

### 发展
随着莱昂纳多达芬奇的诞生，下一个主要的生物力学时期在1452年左右出现。达芬奇是一位艺术家，机械师和工程师。他为机械，军事和土木工程项目做出了贡献。他对科学和力学有很好的理解，并在力学背景下研究解剖学。他分析了肌肉力量和运动，并研究了关节功能。这些研究可以被认为是生物力学领域的研究。达芬奇倾向于模仿他机器中的一些动物特征。例如，他研究了鸟类的飞行，以找到人类可以飞行的方法;因为马是当时机械动力的主要来源，他研究了他们的肌肉系统来设计能够更好地受到这种动物施加的力量的机器。 
1543年，盖伦的作品“部件的功能”受到了29岁的安德烈亚斯·维萨利乌斯的挑战。维萨利斯出版了他自己的作品“人体结构”。在这项工作中，Vesalius纠正了Galen所犯的延续了几个世纪的许多错误。哥白尼日心说的出现也改变了力学和后来的生物力学的发展。 
伽利略是机械师也是生物力学之父，在哥白尼去世21年后诞生。伽利略在医学院度过了许多年，经常质疑他教授所教的一切。他发现教授们无法证明他们所教的内容，因此他转向数学，必须证明一切。然后，在25岁时，他去了比萨并教数学。他是一位非常优秀的讲师，学生们会让其他教师听他说话，所以他被迫辞职。然后，他成为帕多瓦一所更有声望的学校的教授。他的精神和教导将再次引领世界走向科学的方向。在他多年的科学研究中，伽利略已经将许多生物力学方面都知道了。例如，他发现了这一点  “动物的体重与它们的大小不成比例地增加，因此它们的骨骼也必须不成比例地增加周长，适应承重而不仅仅是尺寸。[管状结构如骨骼的弯曲强度相对于其重量增加了空心的，增加直径。海洋动物可能比陆地动物大，因为水的浮力减轻了它们的重量。“ 
Galileo Galilei对骨骼的强度感兴趣，并提出观点：骨骼是空心的。因为这样可以在最小的重量下提供最大的力量。他指出，动物的骨量与其大小不成比例地增加。因此，骨骼也必须在周长方面不成比例地增加，而不仅仅是大小。这是因为管状结构（例如骨）的弯曲强度相对于其重量更为有效。
在16世纪， 笛卡尔提出了一种哲学体系，即所有生命系统，包括人体，都是由相同的机械法则统治的机器，这一理念在促进和维持生物力学研究方面做了很多工作。 Giovanni Alfonso Borelli接受了这个想法，研究了行走，跑步，跳跃，鸟类飞行，鱼类游动，甚至是机械框架内心脏的活塞动作。他可以确定人体重心的位置，计算和测量吸气和呼气量，并显示吸气是肌肉驱动的，呼气是由组织弹性引起的。 Borelli是第一个明白肌肉骨骼系统的杠杆放大运动而非力量的人，因此肌肉必须产生比抵抗运动的力更大的力量。受到他个人认识的伽利略工作的影响，他在牛顿公布运动定律之前就对人体各个关节的静态平衡有了直观的理解。 

### 工业时代
下一个主要的生物力学家Giovanni Alfonso Borelli是第一个理解“肌肉系统的杠杆放大运动而非力量，因此肌肉必须产生比抵抗运动更大的力量”的人。  Borelli利用伽利略的作品并从中汲取灵感，找出了人体各种关节平衡所需的力量。他甚至发现了人体的重心和空气量 肌肉弹性。他的作品通常被认为是生物力学史上最重要的作品，因为他创造了许多新的发现，为后代继续他的工作和学习开辟了道路。 
Borelli在生物力学领域取得任何重大飞跃之前很多年。在那之后，越来越多的科学家开始学习人体及其功能。 19世纪或20世纪没有很多着名的科学家在生物力学方面，因为现在这个领域太过庞大，无法将一件事归于一个人。然而，该领域每年都在继续增长，并且在发现更多关于人体的方面继续取得进展。由于该领域变得如此受欢迎，许多机构和实验室在上个世纪对人们开放，人们继续进行研究。随着1977年美国生物力学学会的成立，该领域不断发展并取得了许多新的发现。 
在19世纪， Étienne-Jules Marey使用电影技术来科学地研究运动 。他首先将地面反作用力与运动联系起来，开启了现代“运动分析”领域。在德国， 恩斯特·海因里希·韦伯兄弟和威廉·爱德华 ·韦伯兄弟对人类步态进行了大量假设，但是使用最近在工程力学方面取得进步的科学家克里斯蒂安·威廉·布劳恩 （ Christian Wilhelm Braune ）大大推进了科学研究。在同一时期，在工业革命的要求下，材料的工程力学开始在法国和德国蓬勃发展。当铁路工程师 Karl Culmann和解剖学家Hermann von Meyer将人体股骨中的应力模式与类似形状的起重机中的应力模式进行比较时，这导致了骨生物力学的重生。受此发现的启发， Julius Wolff提出了着名的Wolff 骨重建 定律 。 

## 应用
生物力学的研究范围从细胞的内部运作到肢体的运动，到软组织的机械特性， 和骨骼 。生物力学研究的一些简单的例子包括在肢体行动的部队，在调查空气动力学的鸟类和昆虫 的飞行 ，在流体力学中游泳的鱼 ，和运动一般在所有的生命形式，从单个细胞到整个有机体 。随着对活组织生理行为的日益了解，研究人员能够推进组织工程领域 ，并为包括癌症在内的多种病症开发出改进的治疗方法。 
生物力学也用于研究人类肌肉骨骼系统。这种研究利用力平台研究人体地面反作用力和红外摄像，以捕捉附着在人体上的标记物的轨迹，以研究人体3D运动。研究还应用肌电图来研究肌肉激活，研究肌肉对外力的反应和扰动。 
生物力学广泛用于整形外科工业，以设计用于人体关节，牙科部件，外部固定和其他医疗目的的整形外科植入物。生物摩擦学是其中非常重要的一部分。它是用于整形外科植入物的生物材料的性能和功能的研究。它在改善设计和生产用于医疗和临床目的的成功生物材料方面发挥着至关重要的作用。一个这样的例子是组织工程软骨。 
它还与工程领域紧密相关，因为它经常使用传统的工程科学来分析生物系统 。 牛顿力学和/或材料科学的一些简单应用可以为许多生物系统的力学提供正确的近似。应用力学，尤其是机械工程学科，如连续介质力学 ， 机械分析， 结构分析， 运动学和动力学 ，在生物力学研究中发挥着重要作用。 

核糖体是利用蛋白动力学的生物机器

通常，生物系统比人造系统复杂得多。因此， 数学分析几乎应用于所有生物力学研究中。研究是在假设和验证的迭代过程中完成的，包括建模，计算机模拟和实验测量等几个步骤。 

## 参看
- Biomechatronics
- 生物医学工程
- 心血管系统动力学会
- 进化生理学
- 法医生物力学
- 国际生物力学学会
- 生物流体力学研究小组名单
- 人类性行为的力学
- OpenSim（仿真工具包）
- 肿瘤生理学

## 进一步阅读
- Cowin, Stephen C. (编).  2nd. New York: Informa Healthcare. 2008. ISBN 978-0-8493-9117-0.
- Fischer-Cripps, Anthony C.  2nd. New York: Springer. 2007. ISBN 978-0-387-68187-0.
- Fung, Y.-C. . New York: Springer-Verlag. 1993. ISBN 978-0-387-97947-2.
- Gurtin, Morton E.  6. San Diego: Acad. Press. 1995. ISBN 978-0-12-309750-7.
- Humphrey, Jay D. . New York: Springer. 2002. ISBN 978-0-387-95168-3.
- Mazumdar, Jagan N.  Reprint 1998. Singapore: World Scientific. 1993. ISBN 978-981-02-0927-8.
- Mow, Van C.; Huiskes, Rik (编).  3. Philadelphia: Lippincott, Williams & Wilkins. 2005: 2. ISBN 978-0-7817-3933-7.
- Peterson, Donald R.; Bronzino, Joseph D. (编).  2. rev. Boca Raton: CRC Press. 2008. ISBN 978-0-8493-8534-6.
- Temenoff, J.S.; Mikos, A.G.  Internat. Upper Saddle River, N.J.: Pearson/Prentice Hall. 2008. ISBN 978-0-13-009710-1.
- Totten, George E.; Liang, Hong (编). . New York: Marcel Dekker. 2004. ISBN 978-0-8247-4873-9.
- Waite, Lee; Fine, Jerry. . New York: McGraw-Hill. 2007. ISBN 978-0-07-147217-3.
- Young, Donald F.; Bruce R. Munson; Theodore H. Okiishi.  3rd. Hoboken, N.J.: Wiley. 2004. ISBN 978-0-471-45757-2.